# Elizabeth 2. af Storbritannien
Dronning Elizabeth II af Storbritannien (Elizabeth Alexandra Mary; født 21. april 1926, død 8. september 2022) var dronning og statsoverhoved for Det Forenede Kongerige Storbritannien og Nordirland og 14 andre Commonwealth-lande herunder Australien, Canada, New Zealand og Jamaica. Hun var mest engageret i Storbritannien, hvor hun normalt opholdt sig, og hvor hendes forfædre har regeret i mere end 1.000 år.
Elizabeth blev født i Mayfair, London, som det første barn af hertugen og hertuginden af York (senere Georg 6. af Storbritannien og dronning Elizabeth). Hendes far overtog tronen, efter hans bror, Edvard 8. valgte at abdicere i 1936. Dermed rykkede hun op som den første i arvefølgen til tronen. I 1947 giftede hun sig med Philip, hertug af Edinburgh, der tidligere havde været prins af Grækenland og Danmark. De fik fire børn: Charles, Prins af Wales, Anne, Princess Royal, Prins Andrew, Hertug af York og Prins Edward, Jarl af Wessex.
Ved farens død i februar 1952 blev Elizabeth overhoved for Commonwealth og regerende dronning over syv uafhængige Commonwealth-lande: Storbritannien, Dominion of Canada, Australien, New Zealand, Sydafrika, Pakistan og Ceylon. Hun har regeret som konstitutionel monark igennem store politiske udfordringer, såsom devolution i Storbritannien, Storbritanniens optagelse i EU, Brexit, patriering af Canada og afkolonisering af kolonier i Afrika mellem 1956 og 1992, hvor en række lande fik forskellige grader af uafhængighed, mens lande som Sydafrika, Pakistan og Ceylon (omdøbt til Sri Lanka) blev republikker. 1992 udråbte hun selv som sit annus horribilis; primært grundet brudte ægteskaber blandt hendes børn og en storbrand på Windsor Castle.
Hendes mange historiske besøg og møder inkluderer statsbesøg i Irland og besøg hos eller fra fem forskellige paver. Blandt de store personlige begivenheder for Elizabeth er hendes kroning i 1953 og fejringen af hendes sølv-, guld- og diamantjubilæeer i 1977, 2002 og 2012. I 2022 blev hun den første britiske monark til at nå at holde sit 70-års regeringsjubilæum. I 2021, efter 73 års ægteskab, døde hendes mand prins Philip i en alder af 99 år.
Hun var den længstlevende og længst siddende britiske monark. Hun var det længst siddende kvindelige statsoverhoved i verdenshistorien.
Elizabeth har ved forskellige lejligheder oplevet republikanske stemninger, og pressen har kritiseret kongefamilien, særligt efter at flere af hendes børns ægteskaber er gået i opløsning og håndteringen af Prinsesse Dianas død i 1997.

## Tidlige liv
Prinsesse Elizabeth blev født den 21. april 1926, mens hendes farfar, Kong Georg 5., sad på tronen. Hendes far, Prins Albert, Hertug af York (den senere kong Georg 6.), var kongens næstældste søn. Hendes mor var Elizabeth, Hertuginde af York (den senere dronning Elizabeth), der var yngste datter af den skotske adelsmand Claude Bowes-Lyon, 14. jarl af Strathmore og Kingshorne, og hans hustru Nina Cecilia Cavendish-Bendtinck. Hun blev født ved kejsersnit i sin farfars residens i London, Bruton Street nr. 17 i Mayfair. Dåben den 29. maj på Buckingham Palace blev foretaget af ærkebiskoppen af York, og hun fik navnene Elizabeth efter sin mor, Alexandra efter sin oldemor, Dronning Alexandra og Mary efter sin farmor, Dronning Mary. Til daglig var hun kendt under navnet Elizabeth og blev i familien kaldt Lilibet. Elizabeths eneste søskende, søsteren Margaret, blev født i 1930. De to prinsesser modtog altid hjemmeundervisning.
I 1936 blev hendes far blev kronet som Georg 6. af Storbritannien, efter at hans bror Edward 8. abdicerede. Som Georgs ældste barn blev hun derved tronfølger (præsumptiv tronarving). Hun begyndte at påtage sig offentlige opgaver under Anden Verdenskrig, hvor hun gjorde tjeneste i Auxiliary Territorial Service under British Army.

## Under Krigen
I 1940, da de tyske bombeangreb mod Storbritannien (The Blitz) var på sit højeste, blev prinsesse Margaret og Elizabeth flyttet i sikkerhed på Windsor Castle, hvor de tilbragte det meste af krigsårene.
Det var også på Windsor Castle, en stor mængde af Storbritanniens kronregalier blev skjult på ordre fra kong George 6. Juvelerne lå skjult i en kagedåse under selve slottet, for at nazisterne ikke fik dem, hvis de skulle finde på at invadere landet.
Krigen var en usikker tid for hele riget såvel som for den kongelige familie. Men juletid var en periode af fyldt med lys og en form for lettelse, og det kunne især mærkes, når de unge prinsesser spillede den klassiske juleeventyrskomedie (kaldet pantomime på engelsk) for og med børn af slottets ansatte.

## Ægteskab og børn
Elizabeth mødte første gang sin fremtidige mand, Prins Philip af Grækenland og Danmark, i 1934 og 1937. Philip er Elizabeths fars halvfætter gennem Kong Christian 9. af Danmark og hendes kvartfætter gennem Dronning Victoria af Storbritannien. Efter endnu et møde i 1939 forelskede den 13-årige Elizabeth sig i Philip, og de begyndte at udveksle breve. Parret blev forlovet den 9. juli 1947, da Elizabeth var 21 år gammel.
Forlovelsen var til dels kontroversiel, da Philip var udenlandsk født, om end han var britisk statsborger og havde tjent i Royal Navy under Anden Verdenskrig. Dertil var han uformuende, og hans søstre var gift med tyske prinser med forbindelser til nazismen. Inden brylluppet frasagde Philip sig sine græske og danske titler, konverterede fra den græsk-ortodokse til den anglikanske kirke og tog efternavnet Mountbatten, der var hans mors britiske families slægtsnavn. Lige inden brylluppet blev han udnævnt til Hertug af Edinburgh og skulle herefter tiltales Kongelige Højhed.
Elizabeth og Philip blev gift den 20. november 1947 i Westminster Abbey i London. De fik fire børn:
- Prins Charles, Prins af Wales (født 1948).
- Prinsesse Anne, the Princess Royal (født 1950).
- Prins Andrew, Hertug af York (født 1960).
- Prins Edward, Hertug af Edinburgh (født 1964).

## Regeringstid

### Tronbestigelse
Ved faderens død 6. februar 1952 blev hun overhoved for Commonwealth og regent af syv uafhængige Commonwealth-lande: Det Forenede Kongerige, Canada, Australien, New Zealand, Sydafrika, Pakistan og Ceylon.
Hendes kroning i Westminster Abbey i 2. juni 1953 var den første, der blev transmitteret i TV.

### Tidlige regeringstid
Allerede fra Elizabeths fødsel og fremefter foregik Det Britiske Imperiums gradvise transformation til Commonwealth of Nations. Ved hendes tronbestigelse i 1952 var hendes rolle som statsoverhoved for flere uafhængige stater allerede etableret. I 1960'erne og 1970'erne skete der en acceleration i afkoloniseringen af Afrika og Caribien og mere end 20 lande opnåede uafhængighed fra Storbritannien, hvoraf flere dog valgte at bibeholde Elizabeth som statsoverhoved også efter selvstændigheden.

### Annus horribilis
I 1992, som Elizabeth selv kaldte for sit annus horribilis (rædselsfulde år), blev både Charles og Andrew separeret, Anne blev skilt og en voldsom brand hærgede Windsor Castle.
Charles og prinsesse Diana blev skilt i 1996. Året efter døde Diana i en bilulykke i en tunnel i Paris. I den forbindelse faldt Elizabeths popularitet kraftigt, da de britiske medier kritiserede hele den kongelige familie for at være for lukkede og afsondrede i dagene op til Dianas begravelse. Elizabeths popularitet er steget, efter at hun viste sig mere offentligt.

### Jubilæum som monark
Hendes regeringsperiode var den længste for en britisk monark nogensinde. Hun overgik den 9. september 2015 Dronning Victorias rekord på 63 år, syv måneder og to dage. Elizabeths 25 og 50 års jubilæum blev fejret i 1977  og 2002.
Dronningens 60-års jubilæum fejredes i 2012 med en stor folkelig fest mellem 3. juni og 5. juni.
I 2022 fejrede hun 70 år, platinjubilæum, på tronen.

## Helbred og død
Den 8. september 2022 meddelte Buckingham Palace, at dronningen, der boede på Balmoral, var under lægeligt tilsyn, efter at læger udtrykte bekymring for hendes helbred. Erklæringen lød: "Efter yderligere evaluering her til morgen er Dronningens læger bekymrede for Hendes Majestæts helbred og har anbefalet, at hun forbliver under lægeligt tilsyn". Dronningens to ældste børn prins Charles og hans hustru Camila, samt prinsesse Anne var hos hende da hun sov stille ind om eftermiddagen.
Hendes to yngste børn prins Andrew og prins Edward samt børnebørnene prinserne William og Harry var på vej, men nåede ikke frem før efter døden var indtruffet.
Den officielle erklæring lød (i dansk gengivelse):
"Dronningen døde fredeligt på Balmoral i eftermiddags. Kongen og Dronningegemalinden bliver på Balmoral i aften og vender tilbage til London i morgen."
Hun vil blive stedt til hvile ved siden af sin mand prins Philip i King George VI Memorial Chapel i St George's Chapel i den nordlige del af Windsor Castle.
Det britiske hof har aldrig oplyst nogen egentlig dødsårsag, men tidligere premierminister Boris Johnson hævder i sin selvbiografi Unleashed, at hun led af knoglekræft.

## Formue og finanser
Elizabeths personlige formue har været genstand for spekulation i mange år. I 1971 vurderede Jock Colville, der var hendes tidligere private sekretær og direktør for hendes bank, Coutts, hendes formue til 2 millioner britiske pund (cirka 28 millioner i 2021-pund). I 1993 kaldte Buckingham Palace en vurdering på 100 millioner £ for "voldsomt overvurderet". I 2002 arvede hun en ejedom til en estimeret værdi af 70 millioner £ fra sin mor. Sunday Times Rich List 2020 aslog hendes personlige formue til omkring 350 millioner £, hvilket gjorde hende til den 372. rigeste person i Storbritannien. Hun var nummer 1 på listen ved den første udgivelse i 1989, med en formue på 5,2 milliarder £ (cirka13 milliarder i 2021-pund), der inkluderede værdier på ejendomme, der ikke var ejet af hende privat.
Royal Collection, der inkluderer tusindvis af historiske kunstgenstande og de britiske kronregalier ejes ikke af dronningen personligt, men tildeles via en trust til Dronningen. Det samme gælder officielle residensslotte som Buckingham Palace og Windsor Castle  samt Hertugdømmet Lancaster, der er en ejedomsportefølje med en værdi anslået til millioner £ i 2015. Paradise Papers, der blev lækket i 2017, viste, at Hertugdømmet Lancaster havde investeringer i to skattely i de oversøiske territorier Cayman Islands og Bermuda. Sandringham House og Balmoral Castle er dronnings private ejendom. De britiske Crown Estate – med en formue på 14,3 milliarder pund i 2019 – er ligeledes i en trust og kan ikke sælges eller ejes af hende personligt.

## Titler og prædikater
- 21. april 1926 til 11. december 1936: Hendes kongelige højhed prinsesse Elizabeth af York.
- 11. december 1936 til 20. november 1947: Hendes kongelige højhed Prinsesse Elizabeth.
- 20. november 1947 til 6. februar 1952: Hendes kongelige højhed Prinsesse Elizabeth, hertuginde af Edinburgh.
- 6. februar 1952 til 8. september 2022: Hendes Majestæt Dronningen.

## Anetavle
|                                   |                                                           |  |                                                             |                                          |  |  |  |  | 8. Edvard 7. af Storbritannien |
|                                   |                                                           |  |                                                             |                                          |  |  |  |  |                                |
|                                   | 4. Georg 5. af Storbritannien                             |  |                                                             |                                          |  |  |  |  |                                |
|                                   |                                                           |  |                                                             |                                          |  |  |  |  |                                |
|                                   |                                                           |  |                                                             | 9. Alexandra af Danmark                  |  |  |  |  |                                |
|                                   |                                                           |  |                                                             |                                          |  |  |  |  |                                |
|                                   | 2. Georg 6. af Storbritannien                             |  |                                                             |                                          |  |  |  |  |                                |
|                                   |                                                           |  |                                                             |                                          |  |  |  |  |                                |
|                                   |                                                           |  |                                                             | 10. Frans, Hertug af Teck                |  |  |  |  |                                |
|                                   |                                                           |  |                                                             |                                          |  |  |  |  |                                |
|                                   | 5. Mary af Teck                                           |  |                                                             |                                          |  |  |  |  |                                |
|                                   |                                                           |  |                                                             |                                          |  |  |  |  |                                |
|                                   |                                                           |  |                                                             | 11. Prinsesse Mary Adelaide af Cambridge |  |  |  |  |                                |
|                                   |                                                           |  |                                                             |                                          |  |  |  |  |                                |
| 1. Elizabeth 2. af Storbritannien |                                                           |  |                                                             |                                          |  |  |  |  |                                |
|                                   |                                                           |  |                                                             |                                          |  |  |  |  |                                |
|                                   |                                                           |  | 12. Claude Bowes-Lyon, 13. jarl af Strathmore og Kingshorne |                                          |  |  |  |  |                                |
|                                   |                                                           |  |                                                             |                                          |  |  |  |  |                                |
|                                   | 6. Claude Bowes-Lyon 14. jarl af Strathmore og Kingshorne |  |                                                             |                                          |  |  |  |  |                                |
|                                   |                                                           |  |                                                             |                                          |  |  |  |  |                                |
|                                   |                                                           |  |                                                             | 13. Frances Dora Smith                   |  |  |  |  |                                |
|                                   |                                                           |  |                                                             |                                          |  |  |  |  |                                |
|                                   | 3. Elizabeth Bowes-Lyon                                   |  |                                                             |                                          |  |  |  |  |                                |
|                                   |                                                           |  |                                                             |                                          |  |  |  |  |                                |
|                                   |                                                           |  |                                                             | 14. Charles Cavendish-Bentinck           |  |  |  |  |                                |
|                                   |                                                           |  |                                                             |                                          |  |  |  |  |                                |
|                                   | 7. Cecilia Bowes-Lyon                                     |  |                                                             |                                          |  |  |  |  |                                |
|                                   |                                                           |  |                                                             |                                          |  |  |  |  |                                |
|                                   |                                                           |  |                                                             | 15. Carolina Burnaby                     |  |  |  |  |                                |
|                                   |                                                           |  |                                                             |                                          |  |  |  |  |                                |